# Alkington (Gloucestershire)
Alkington est une paroisse civile du Gloucestershire, en Angleterre.